# Hr.Ms. Johan Maurits van Nassau (1943)
De Hr.Ms. Johan Maurits van Nassau is een voormalig fregat van de River-klasse, de ex-Ribble. Het schip werd tijdens de afbouw aangekocht door de Nederlandse regering in ballingschap in Londen.
Het schip werd Hr.Ms. Johan Maurits van Nassau gedoopt ter ere van de op 14 mei 1940 gezonken kanonneerboot van die naam. 
Het werd ingezet als onderzeebootjager en heeft de gehele Tweede Wereldoorlog dienst gedaan als konvooibegeleider. Na de oorlog werd het geclassificeerd als fregat, toen het dienst deed in Nieuw-Guinea en Korea.
In 1959 werd het voor de sloop verkocht aan de firma Goslar in Diemen.